# Ecituncula inquirenda
Ecituncula inquirenda är en tvåvingeart som först beskrevs av Filippo Silvestri 1947.  Ecituncula inquirenda ingår i släktet Ecituncula och familjen puckelflugor. Inga underarter finns listade i Catalogue of Life.